# Хермип из Смирне
Хермип из Смирне (грч. Ἕρμιππος ὁ Σμυρναῖος) био је грчки граматичар и перипатетички филозоф.

## Биографија
Њега су антички писци презивали Калимахијанац (грч. ό Καλλιμάχειος) из чега се може закључити да је он био Калимахов ученик око средине 3. века пре нове ере, док чињеница да је писао о Хрисиповом животу доказује да је живео отприлике до краја века.
Чини се да су његови списи били од велике важности и вредности. Антички писци се више пута позивају на њих, под многим насловима, од којих су, међутим, већина, ако не и сва, била поглавља његовог великог биографског дела, која се често цитира под насловом Животи (Bioi)). Дело је садржало биографије великог броја личности антике, укључујући беседнике, песнике, историчаре и филозофе. Садржао је најранију познату биографију Аристотела, као и филозофа као што су Питагора, Емпедокле, Хераклит, Демокрит, Зенон, Сократ, Платон, Антистен, Диоген, Стилпо, Епикур, Теофрасто, Хераклидес, Демокрит, Демокрит и Хрисип. Дело је изгубљено, али многи каснији аутори често цитирају дело Животи.